# ميتامورفوسي
ميتامورفوسي (Μεταμόρφωση) هي مدينة في إقليم أتيكا في اليونان.